# Chlorochaeta striataria
Chlorochaeta striataria är en fjärilsart som beskrevs av John Henry Leech 1897. Chlorochaeta striataria ingår i släktet Chlorochaeta och familjen mätare. Inga underarter finns listade i Catalogue of Life.